# 73式牽引車
73式牽引車是陸上自衛隊一種履帶火炮牽引車，主要配屬特科部隊，執行重砲牽引兼彈藥運輸及炮班人員運輸。但為了此用途開發的履帶底盤後來作為通用平台作為其它裝甲履帶車輛所用，包括87式砲兵彈藥車、92式除雷車。

## 簡介
日本自衛隊在獲得美援軍援後，一併引進了美軍的機械化炮兵牽引車，但是運輸能力最強的M8高速牽引車車體過寬，不適合日本國內道路使用。為了解決重炮部隊的運用需求，自衛隊在1960年代委託日立製作所研製此一車型，用來配合大口徑高射炮與野戰重炮運用需求。73式最大牽引重量為16公噸，配合日本道路的規格車寬縮減為3公尺。
由於因1960年代服役的野戰重炮與高射炮皆已除役，因此原版的73式牽引車已經退役停用，但是有一部份返廠改造為87式砲兵彈藥車規格繼續使用，自衛隊內代號「炮側彈藥車（B）」。

## 衍生型
- 96式120mm自走迫擊砲
- 92式除雷車
- 87式砲兵彈藥車
- 99式彈藥車
- 施設作業車